# Josef Hofmeister (Politiker)
Josef Hofmeister (* 4. Februar 1928 in Sulzbach; † 24. Dezember 2017 in Weiden in der Oberpfalz) war ein deutscher Politiker der CSU.
Hofmeister, der von Beruf Lehrer war, saß vom 9. September bis zum 22. November 1970 im Bayerischen Landtag. Er rückte für den ausgeschiedenen Abgeordneten Willy Schaller nach und vertrat den Wahlkreis Oberpfalz.